# Kirikou i czarownica
Kirikou i czarownica (fr. Kirikou et la sorcière, ang. Kirikou and the Sorceress) – francusko-belgijsko-luksemburski film animowany oparty na afrykańskich legendach. W 2005 roku powstał sequel filmu Kirikou i dzikie bestie.

## Obsada
- Antoinette Kellermann – Karaba
- Fezele Mpeka – wuj
- Kombisile Sangweni – mama
- Theo Sebeko – Kirikou
- Mabutho Sithole – stary człowiek / Viellard

## Wersja polska

### Pierwsza wersja
Wersja polska: Master Film

Reżyseria: Elżbieta Jeżewska

Dialogi polskie: Joanna Klimkiewicz

W wersji polskiej udział wzięli:
- Rafał Kołsut – Kirikou
- Joanna Jeżewska
- Agnieszka Warchulska
- Marcin Perchuć
- Artur Kaczmarski
- Stanisław Brudny
- Andrzej Gawroński
- Jacek Kopczyński
- Małgorzata Duda
- Elżbieta Gaertner
- Beata Łuczak
- Krzysztof Szczerbiński
- Martyna Sandach
- Iga Ławrynowicz
- Dominik Marczykowski

i inni

### Druga wersja
Postaciom głosu użyczyli:
- Anna Maria Buczek
- Joanna Domańska
- Joanna Pach – Kirikou
- Andrzej Chudy – 
  - Wujek Kirikou
  - Dziadek Kirikou
  - Dorosły Kirikou
- Mirosław Wieprzewski –
  - Dziadek Kirikou
  - Fetysz na dachu chaty Karaby

Tekst i dialogi: Ewa Dobrzańska

Reżyseria i udźwiękowienie: Krzysztof Nawrot

Wersja polska: GMC Studio

Lektor: Andrzej Chudy